# Eukaliptus biały
Eukaliptus biały, Eucalyptus alba, powszechnie znany jako biała guma lub żywica khaki – gatunek drzewa z rodziny mirtowatych. Ten eukaliptus występuje w Australii, na Timorze i Nowej Gwinei. Drzewo osiąga wysokość 18 m i rozpiętość do 15 m.
Eukaliptus biały został po raz pierwszy opisany w 1826 r. przez Carla Ludwiga Blume’a, po tym, jak odkrył go Caspar Georg Carl Reinwardt na Timorze. Epitet „biały (łac. alba) odnosi się do kory drzewa.